# Kytczenkiwka
Kytczenkiwka (ukr. Китченківка) – wieś na Ukrainie, w obwodzie charkowskim, w rejonie bogoduchowskim. W 2001 liczyła 438 mieszkańców, wśród których 414 jako ojczysty wskazało język ukraiński, 18 rosyjski, 1 węgierski, 4 białoruski, a 1 inny.